# Hans Malmberg (pressfotograf)
Hans Henry Malmberg, född den 20 september 1927 i Solna församling, död den 1 september 1977 i Vällingby i Stockholm, var en svensk pressfotograf. Han var medlem av fotografkollektivet Tio fotografer.
Malmberg frilansade från 1948 för tidningar som Vi, Se och Stockholms-Tidningen. Han gjorde många genomarbetade fotoreportage, bland annat trycktes hans bilder från Koreakriget 1950 i Se, sammanlagt omkring femtio sidor fördelade på åtta nummer. Bland hans böcker märks Island (1951) och Dalälven – Industrifloden (1957). Samlingsvolymen Hans Malmberg: Reporter och flanör gavs ut av Rune Jonsson 1989.
Malmberg är representerad vid bland annat Moderna museet. Han är gravsatt i minneslunden på Råcksta begravningsplats.

### Uppslagsverk
- Hassner, Rune: Hans H Malmberg i Svenskt biografiskt lexikon (1982–1984)